# Liste der Monuments historiques in Chaignay
Die Liste der Monuments historiques in Chaignay führt die Monuments historiques in der französischen Gemeinde Chaignay auf.

## Liste der Objekte
| Bezeichnung                          | Beschreibung                                                                                 | Standort                       | Kennzeichnung | Schutzstatus | Datum | Bild |
| ------------------------------------ | -------------------------------------------------------------------------------------------- | ------------------------------ | ------------- | ------------ | ----- | ---- |
| Skulptur Unterweisung Mariens        | Kalkstein, 16. Jahrhundert                                                                   | in der Kirche St-Pierre (Lage) | PM21000479    | Classé       | 1927  |      |
| Skulptur Mater dolorosa              | Holz, farbig gefasst und vergoldet, 17. oder 18. Jahrhundert                                 | in der Kirche St-Pierre (Lage) | PM21006720    | Inscrit      | 2023  |      |
| Skulptur Heiliger Benignus von Dijon | Holz, farbig gefasst, 18. Jahrhundert                                                        | in der Kirche St-Pierre (Lage) | PM21006718    | Inscrit      | 2023  |      |
| Skulptur Heiliger Ludwig             | Holz, farbig gefasst, 18. Jahrhundert                                                        | in der Kirche St-Pierre (Lage) | PM21006719    | Inscrit      | 2023  |      |
| Skulptur Heiliger Nikolaus           | Aufsatz eines Prozessionsstabs; Holz, farbig gefasst und vergoldet, 18. Jahrhundert          | in der Kirche St-Pierre (Lage) | PM21006725    | Inscrit      | 2023  |      |
| Skulptur Heiliger Abdon              | Aufsatz eines Prozessionsstabs; Holz, farbig gefasst und vergoldet, 17. oder 18. Jahrhundert | in der Kirche St-Pierre (Lage) | PM21006722    | Inscrit      | 2023  |      |
| Skulptur Heiliger Eligius            | Aufsatz eines Prozessionsstabs; Holz, farbig gefasst und vergoldet, 19. Jahrhundert          | in der Kirche St-Pierre (Lage) | PM21006726    | Inscrit      | 2023  |      |
| Skulptur Johannes Evangelist (1)     | Aufsatz eines Prozessionsstabs; Holz, farbig gefasst und vergoldet, 18. Jahrhundert          | in der Kirche St-Pierre (Lage) | PM21006724    | Inscrit      | 2023  |      |
| Skulptur Johannes Evangelist (2)     | Holz, farbig gefasst und vergoldet, 17. oder 18. Jahrhundert                                 | in der Kirche St-Pierre (Lage) | PM21006721    | Inscrit      | 2023  |      |
| Skulptur Heiliger Vinzenz            | Aufsatz eines Prozessionsstabs; Holz, farbig gefasst und vergoldet, 18. Jahrhundert          | in der Kirche St-Pierre (Lage) | PM21006723    | Inscrit      | 2023  |      |
| Vier Altarleuchter                   | Bronze, 17. Jahrhundert                                                                      | in der Kirche St-Pierre (Lage) | PM21006731    | Inscrit      | 2023  |      |
| Zwei Altarleuchter                   | Bronze, 17. Jahrhundert                                                                      | in der Kirche St-Pierre (Lage) | PM21006732    | Inscrit      | 2023  |      |
| Schränke für Prozessionsstäbe        | Holz, Metall, Glas, 18. und 19. Jahrhundert                                                  | in der Kirche St-Pierre (Lage) | PM21006728    | Inscrit      | 2023  |      |
| Zwei Kantorenhocker                  | Holz, 17. Jahrhundert                                                                        | in der Kirche St-Pierre (Lage) | PM21006730    | Inscrit      | 2023  |      |
| Skulptur eines Bischofs              | Aufsatz eines Prozessionsstabs; Holz, farbig gefasst und vergoldet, 19. Jahrhundert          | in der Kirche St-Pierre (Lage) | PM21006727    | Inscrit      | 2023  |      |
| Altarkreuz                           | Zinn und Blei, versilbert, Ende des 17. Jahrhunderts                                         | in der Kirche St-Pierre (Lage) | PM21006729    | Inscrit      | 2023  |      |